# Saint-Valbert
Saint-Valbert foi uma comuna francesa na região administrativa de Borgonha-Franco-Condado, no departamento do Alto Sona. Estendia-se por uma área de 3,9 km². Em 2010 a comuna tinha 224 habitantes (densidade: 57,4 hab./km²).
Em 1 de janeiro de 2019, passou a formar parte da nova comuna de Fougerolles-Saint-Valbert.